# Tutto ciò che non vuoi sapere
Tutto ciò che non vuoi sapere è un album musicale di Roberto Tardito, pubblicato nel 2021.

## L'album
Durante il lockdown legato alla pandemia di COVID-19 Tardito decide di riprendere a collaborare a distanza con musicisti provenienti da diverse parti del mondo (Stati Uniti, Francia, Israele, Serbia), realizzando un nuovo album di brani inediti che viene mixato da Dan Konopka, batterista degli OK Go, presso i suoi studi di Los Angeles.
L'album è diviso idealmente in due: dopo una prima parte più acustica, caratterizzata da chitarre acustiche, chitarre classiche e pianoforte, a metà del brano La mia ultima canzone d'amore per Ellie l'atmosfera cambia improvvisamente, introducendo l'ascoltatore a una seconda parte più elettrica ed elettronica.
Dell'album vengono pubblicate anche la versione tedesca (Alles, was du lieber nicht wissen möchtest), quella francese (Tout ce que vous ne voulez pas savoir), quella spagnola (Todo lo que no quieres saber) e quella inglese (Everything You Don't Want to Know). Nel giro di poco tempo escono anche la versione portoghese  (Tudo o que não quer saber), quella coreana (알고 싶지 않은 모든 것), quella giapponese (知りたくないことすべて), quella cinese (您不想知道的一切) e quella russa (Все, чего ты не хочешь знать).
Nel 2024, raggiunto il milione di streaming sulle piattaforme digitali, esce anche una versione acustica del progetto.

## Tracce

### Versione italiana (Tutto ciò che non vuoi sapere)
Testi e musiche di Roberto Tardito.
1. La strada verso casa – 3:26
2. La foglia rossa – 3:03
3. Un quarto di limone – 3:43
4. Tutto ciò che non vuoi sapere – 3:47
5. Il sogno della fiamma azzurra – 3:47
6. La mia ultima canzone d’amore per Ellie – 2:46
7. Come figli dei fiori – 3:28
8. Ho ucciso De André – 2:37
9. La giostra – 3:47
10. Je suis Charlie? – 3:30
11. Tu accendi l’estate – 3:50

### Versione tedesca (Alles, was du lieber nicht wissen möchtest)
Testi e musiche di Roberto Tardito.
1. Der Weg nach Hause – 3:26
2. Das rote Blatt – 3:03
3. Ein viertel Zitrone – 3:43
4. Alles, was du lieber nicht wissen möchtest – 3:47
5. Der Traum der blauen Flamme – 3:47
6. Mein letztes Liebeslied für Ellie – 2:46
7. Wie Blumenkinder – 3:28
8. Ho ucciso De André (Ich habe De André umgebracht) – 2:37
9. Das Karussell – 3:47
10. Je suis Charlie? – 3:30
11. Du entflammst den Sommer – 3:50

### Versione francese (Tout ce que tu ne veux pas savoir)
Testi e musiche di Roberto Tardito.
1. Sur le chemin du retour – 3:26
2. La feuille rouge – 3:03
3. Un quart de citron – 3:43
4. Tout ce que tu ne veux pas savoir – 3:47
5. Le rêve de la flamme bleue – 3:47
6. Ma dernière chanson d’amour pour Ellie – 2:46
7. Comme les hippies – 3:28
8. J'ai tué De André – 2:37
9. Le carrousel – 3:47
10. Je suis Charlie? – 3:30
11. Tu embrases l'été – 3:50

### Versione spagnola (Todo lo que no quieres saber)
Testi e musiche di Roberto Tardito.
1. El camino a casa – 3:26
2. La hoja roja – 3:03
3. Un cuarto de limón – 3:43
4. Todo lo que no quieres saber – 3:47
5. El sueño de la llama azul – 3:47
6. Mi última canción de amor para Ellie – 2:46
7. Como hijos de las flores – 3:28
8. He matado a De André – 2:37
9. El tiovivo – 3:47
10. ¿Je suis Charlie? – 3:30
11. Enciendes el verano – 3:50

### Versione inglese (Everything You Don't Want to Know)
Testi e musiche di Roberto Tardito.
1. The Road Home – 3:26
2. The Red Leaf – 3:03
3. A Quarter of Lemon – 3:43
4. Everything You Don't Want to Know – 3:47
5. The Blue Flame Dream – 3:47
6. My Last Love Song for Ellie – 2:46
7. Like Flower Children – 3:28
8. I Killed De André – 2:37
9. The Carousel – 3:47
10. Je suis Charlie? – 3:30
11. You Light up the Summer – 3:50

### Versione coreana (알고 싶지 않은 모든 것)
Testi e musiche di Roberto Tardito.
1. 집으로 돌아가는 길 – 3:26
2. 붉은 잎 – 3:03
3. 레몬 차 – 3:43
4. 알고 싶지 않은 모든 것 – 3:47
5. 푸른 불꽃의 꿈 – 3:47
6. 엘리를 위한 나의 마지막 사랑 노래 – 2:46
7. 꽃 아이들처럼 – 3:28
8. 내가 드 앙드레를 죽였어 – 2:37
9. 캐러셀 – 3:47
10. 내가 찰리인가요? – 3:30
11. 여름을 밝히는 당신 – 3:50

### Versione cinese (您不想知道的一切)
Testi e musiche di Roberto Tardito.
1. 回家的路 – 3:26
2. 紅葉 – 3:03
3. 四分之一個檸檬 – 3:43
4. 您不想知道的一切 – 3:47
5. 藍色火焰之夢 – 3:47
6. 我給 Ellie 的最後一首情歌 – 2:46
7. 就像花兒一樣 – 3:28
8. 我殺了 De André – 2:37
9. 旋轉木馬 – 3:47
10. 我是查理？ – 3:30
11. 你照亮了夏天 – 3:50

### Versione portoghese (Tudo o que não quer saber)
Testi e musiche di Roberto Tardito.
1. O caminho para casa – 3:26
2. A folha vermelha – 3:03
3. Um quarto de limão – 3:43
4. Tudo o que não quer saber – 3:47
5. O sonho da chama azul – 3:47
6. A minha última canção de amor para a Ellie – 2:46
7. Como os filhos das flores – 3:28
8. Eu matei o De André – 2:37
9. O carrossel – 3:47
10. Je suis Charlie? – 3:30
11. Tu iluminas o verão – 3:50

### Versione russa (Все, чего ты не хочешь знать)
Testi e musiche di Roberto Tardito.
1. Дорога домой – 3:26
2. Красный лист – 3:03
3. Четверть лимона – 3:43
4. Все, чего ты не хочешь знать – 3:47
5. Мечта о Голубом пламени – 3:47
6. Моя последняя песня о любви к Элли – 2:46
7. Как дети цветов – 3:28
8. Я убил де Андре – 2:37
9. Карусель – 3:47
10. Я - Чарли? – 3:30
11. Ты освещаешь лето – 3:50

### Versione giapponese (知りたくないことすべて)
Testi e musiche di Roberto Tardito.
1. 家路 – 3:26
2. 赤い葉 – 3:03
3. レモンティー – 3:43
4. 知りたくないことすべて – 3:47
5. 青い炎の夢 – 3:47
6. エリーへの最後のラブソング – 2:46
7. フラワー・チルドレンのように – 3:28
8. 私がデ・アンドレを殺した – 2:37
9. カルーセル – 3:47
10. 私はチャーリー？ – 3:30
11. あなたは夏を照らす – 3:50

### Versione acustica (Tutto ciò che non vuoi sapere [Acoustic Version])
Testi e musiche di Roberto Tardito.
1. La strada verso casa (Acoustic Version) – 3:28
2. La foglia rossa (Acoustic Version) – 3:04
3. Un quarto di limone (Acoustic Version) – 3:45
4. Tutto ciò che non vuoi sapere (Acoustic Version) – 3:47
5. Il sogno della fiamma azzurra (Acoustic Version) – 3:47
6. La mia ultima canzone d'amore per Ellie (Acoustic Version) – 2:34
7. Come figli dei fiori (Acoustic Version) – 3:29
8. Ho ucciso De André (Acoustic Version) – 2:37
9. La giostra (Acoustic Version) – 3:52
10. Je suis Charlie? (Acoustic Version) – 3:30
11. Tu accendi l'estate (Acoustic Version) – 3:48

## Formazione
- David Cole – flauto traverso
- Brian Craven – street percussion
- Liron Dan – chitarre classiche
- Nick R. Francis – pedal steel guitar, slide guitar
- Vanja Grastić – chitarre acustiche, chitarre elettriche
- Scott Gravin – batteria
- Tyler Jewell – chitarre acustiche
- Matt Meyers – percussioni
- Roberto Tardito – voce chitarre acustiche, chitarre classiche, chitarre elettriche, balalaika, mandola, saz, ukulele, pianoforte, synth
- Nicolas Wade – basso elettrico, contrabbasso
- Thomas Williams – violoncello

## Produzione
- Dan Konopka – mix
- Oleg Gekman – copertina